# Pijnacker-Nootdorp
Pijnacker-Nootdorp  è un comune olandese situato nella provincia dell'Olanda Meridionale.
È stato costituito nel 2002 dalla fusione dei comuni di Pijnacker e Nootdorp.